# دنیل برکلبنک
دنیل برکلبنک (انگلیسی: Daniel Brocklebank; ۲۱ دسامبر ۱۹۷۹ –) هنرپیشه اهل بریتانیا بود.
از فیلم‌ها یا برنامه‌های تلویزیونی که وی در آن نقش داشته‌است می‌توان به شکسپیر عاشق و عصر قهرمانان اشاره کرد.